# La Miséricorde de la jungle
Pour plus de détails, voir Fiche technique et Distribution.
La Miséricorde de la jungle est un film franco-belgo-rwandais de Joël Karekezi sorti en 2018.

## Synopsis
En 1998, au début de la Deuxième guerre du Congo, deux soldats rwandais sont séparés de leur bataillon dans les montagnes du Sud-Kivu à la suite d'une offensive sur Kalemie. Le sergent Xavier, vétéran rwandais, et le soldat Faustin, paysan des hauts-plateaux orphelin de guerre, se retrouvent alors encerclés par les rebelles qui envahissent le pays en progressant vers l'ouest. Ils vont alors devoir s'aider mutuellement pour rejoindre leurs troupes à travers les montagnes et la jungle du Kivu jusqu'au Kasaï. Ayant réussi à rejoindre leurs troupes à Kabinda, ils vont se retrouver séparés.

## Fiche technique
Sauf indication contraire, les informations mentionnées dans cette section peuvent être confirmées par les bases de données cinématographiques IMDb et Allociné,  présentes dans la section « Liens externes ».
- Titre : La Miséricorde de la jungle
- Titre anglais : The Mercy of the Jungle
- Réalisation : Joël Karekezi
- Scénario : Joël Karekezi et Casey Schroen, d'après une histoire d'eux-mêmes et Aurélien Bodinaux
- Montage : Antoine Donnet
- Photographie : Joachim Philippe
- Décors : Genevieve Leyh
- Costumes : Shakira Kibirige
- Production : Aurélien Bodinaux
  - Coproduction : Oualid Baha et Philippe Logie
  - Production associée : Joël Karekezi, Alon Knoll, Moussa Sawadogo, Casey Schroen et Gregory Zalcman
- Société de production : Neon Rouge Production, en coproduction avec Tact Productions, VOO et BeTV, en association avec Karekezi Film Production
- Distributeur : Urban Distribution
- Pays d'origine :  France /  Belgique /  Rwanda
- Langues originales : français et swahili

## Distribution
Sauf indication contraire, les informations mentionnées dans cette section peuvent être confirmées par les bases de données cinématographiques IMDb et Allociné,  présentes dans la section « Liens externes ».
- Marc Zinga : le sergent Xavier
- Stéphane Bak : le soldat Faustin
- Nirere Shanel : Amina
- Abby Mukiibi Nkaaga : Major Kayitare
- Kantarama Gahigiri : Kazungu
- Nirere Shanel : Amina

## Production
En 2012, le scénario du film a gagné le prix du projet « le plus prometteur » de Canal France International (CFI) lors du Marché du Film de Durban et le prix du scénario au Festival de Louxor.  Puis en 2013, Joël Karekezi est sélectionné à Cannes pour « La Fabrique des Cinémas du Monde » avant de participer au programme « Open Doors » à Locarno et à l'Atelier Grand Nord (Canada).
Le film a été tourné au Rwanda et en Ouganda (Montagnes des Virunga), en des régions au paysage voisin à ceux du lieu évoqué de l'action.

## Sortie
Après avoir été présenté en 2018 au Festival de Toronto puis au Festival international du film francophone de Namur, le film sort en France le 24 avril 2019 puis le 8 mai 2019 en Belgique.

## Distinctions

### Récompenses
| Prix et sélections | Prix et sélections                                                          | Prix et sélections                                          | Prix et sélections                                | Prix et sélections | Prix et sélections |   |
| Année              | Prix                                                                        | Catégorie                                                   | Remis à                                           | Résultat           | Réf                |   |
| ------------------ | --------------------------------------------------------------------------- | ----------------------------------------------------------- | ------------------------------------------------- | ------------------ | ------------------ | - |
| 2020               | Magritte du cinéma                                                          | Meilleur acteur                                             | Marc Zinga                                        | Nomination         | [ 4 ]              |   |
| 2019               | Africa Movie Academy Awards (AMAA ou AMA AWARDS)                            |                                                             |                                                   |                    |                    |   |
| 2019               | Africa Movie Academy Awards (AMAA ou AMA AWARDS)                            | Meilleur film (Best Film)                                   | Joël Karekezi                                     | Nomination         |                    |   |
| 2019               | Africa Movie Academy Awards (AMAA ou AMA AWARDS)                            | Meilleur réalisateur (Best Director)                        | Joël Karekezi                                     | Lauréat            |                    |   |
| 2019               | Africa Movie Academy Awards (AMAA ou AMA AWARDS)                            | Meilleur acteur (Best Actor in a Leading Role)              | Joël Karekezi                                     | Marc Zinga         | Nomination         | , |
| 2019               | Africa Movie Academy Awards (AMAA ou AMA AWARDS)                            | Meilleurs maquillages (Best Achievement In Make-Up)         | Shakira Kibirige Rose Kebirungi Daphine Kateregga | Lauréat            |                    |   |
| 2019               | Africa Movie Academy Awards (AMAA ou AMA AWARDS)                            | Meilleure bande originale (Best Achievement In Soundtrack)  | Line Adam                                         | Nomination         |                    |   |
| 2019               | Africa Movie Academy Awards (AMAA ou AMA AWARDS)                            | Meilleur montage (Best Achievement In Editing)              | Antoine Donnet                                    | Nomination         |                    |   |
| 2019               | Africa Movie Academy Awards (AMAA ou AMA AWARDS)                            | Meilleurs costumes (Best Achievement In Costume Design)     | Genevieve Leyh                                    | Lauréat            |                    |   |
| 2019               | Africa Movie Academy Awards (AMAA ou AMA AWARDS)                            | Meilleure photographie (Best Achievement In Cinematography) |                                                   | Nomination         |                    |   |
| 2019               | Festival panafricain du cinéma et de la télévision de Ouagadougou (FESPACO) | Etalon d'Or de Yennenga                                     | Lauréat                                           | [ 9 ]              |                    |   |
| 2018               | Festival du Cinéma Africain de Khouribga (FCAK)                             | Meilleur scénario                                           | Joël Karekezi Casey Schroen Aurelien Bodinaux     | Lauréat            | [ 10 ]             |   |
| 2018               | Festival du Cinéma Africain de Khouribga (FCAK)                             | Meilleur acteur masculin                                    |                                                   | Lauréat            | [ 10 ]             |   |